# Redbone (Childish Gambino)
Redbone è un singolo del rapper statunitense Childish Gambino, pubblicato il 17 novembre 2016 come secondo estratto dal terzo album in studio "Awaken, My Love!".

## Descrizione
Il brano, scritto dall'interprete assieme al produttore Ludwig Göransson, è composto in chiave di Re minore e ha un tempo di 160 battiti per minuto. Descritta dalla critica specializzata come una canzone di genere funk psichedelico, la sezione strumentale è largamente ispirata dal brano del 1976 I'd Rather Be With You della Bootsy's Rubber Band.

## Riconoscimenti
Nell'ambito dei Grammy Awards 2018 il brano si è aggiudicato tre candidature nelle categorie di Registrazione dell'anno, Miglior canzone R&B e Miglior interpretazione R&B tradizionale, trionfando in quest'ultima categoria.

## Promozione
L'artista ha presentato il brano per la prima volta dal vivo il 15 dicembre 2016 al Tonight Show di Jimmy Fallon.

## Tracce
Download digitale
1. Redbone – 5:27
2. Redbone (Radio Edit) – 3:27

## Successo commerciale
Redbone ha inizialmente debuttato al numero 75 della Billboard Hot 100 nella pubblicazione del 10 dicembre 2016, segnando la terza entrata di Gambino. Dopo essere stata utilizzata come sottofondo di un meme su Twitter, la popolarità della canzone è aumentata notevolmente, portando per la prima volta Gambino nella top twenty della Hot 100 con 49 milioni di ascolti via radio, 16 milioni di stream e 25 000 copie digitali vendute. Ha poi raggiunto come picco la 12ª posizione nella pubblicazione datata al 19 agosto 2017, totalizzando 44 settimane all'interno della classifica.

## Classifiche

### Classifiche settimanali
| Classifica (2016-17) | Posizione massima |
| -------------------- | ----------------- |
| Australia            | 27                |
| Belgio (Fiandre)     | 65                |
| Belgio (Vallonia)    | 87                |
| Canada               | 30                |
| Francia              | 154               |
| Irlanda              | 45                |
| Nuova Zelanda        | 22                |
| Portogallo           | 34                |
| Regno Unito          | 51                |
| Repubblica Ceca      | 63                |
| Slovacchia           | 67                |
| Stati Uniti          | 12                |
| Svezia               | 92                |

### Classifiche di fine anno
| Classifica (2017) | Posizione |
| ----------------- | --------- |
| Australia         | 49        |
| Canada            | 58        |
| Nuova Zelanda     | 40        |
| Stati Uniti       | 25        |